# Opetiidae
Famille
Les Opetiidae sont une famille d'insectes diptères brachycères.

## Liste des genres
Selon Catalogue of Life (1 mars 2013) :
- genre Opetia
  - Opetia alticola
  - Opetia anomalipennis
  - Opetia nigra
  - Opetia ussuriensis